# Гимн Баварии
Гимн Баварии или Гимн баварцев (нем. Bayernhymne) — официальный символ Свободного государства Бавария.

## История
Мелодия гимна была написана баварцем Конрадом Максом Кунцем в 1860 году. Текст оригинальных трёх куплетов гимна был создан Михаелем Охнером. Оба были членами Гильдии гражданских певцов Мюнхена. Первый вариант песни был завершён 15 декабря 1860 года. Песня вскоре стала популярной и стала исполняться в различных изменённых вариантах. В 1948 году баварский поэт Йозеф Мария Лутц, написал новую версия гимна в соответствии с резолюцией Совета Партии Баварии, которая выступала за будущую независимость Баварии и против присоединения Баварии к Федеративной Республики Германии. Согласно их рекомендациям любое упоминание Германии из текста гимна было удалено. Например, Лутц заменил «немецкой земле» на «родной земле» и «брат племён германских» на «племена, от Альп до Майна». В первоначальном третьем куплете король был призван хранить «святое право народа». Так как в 1919 году произошло падение монархии, новый третий куплет гимна теперь получил другую окраску, и призывал народ, чтобы он защищал права человека.

С 1964 года гимн баварцев официально играется на торжественно государственных мероприятиях и называется «гимном» официально с 1966 года. Премьер-министр Баварии Альфонс Гоппель в своём заявлении от 29 июля 1966 года порекомендовал употреблять формулировку Лутца в тексте гимна, что привело к спорам в течение долгих лет между приверженцами версии гимна Охнера и защитниками формулировки Лутца. Премьер-министр Франц Йозеф Штраус прекратил эти споры своим постановлением, что от Баварского ландтага и правительства Баварии 1952/1953 годов считаются утверждёнными первые два куплета Охнера (для изучения в школах и использования на Баварском радио). Это было единогласно утверждено уже 11 ноября 1952 года в культурно-политическом комитете Баварского ландтага и решено затем на голосовании пленума в составе 5 фракций. 

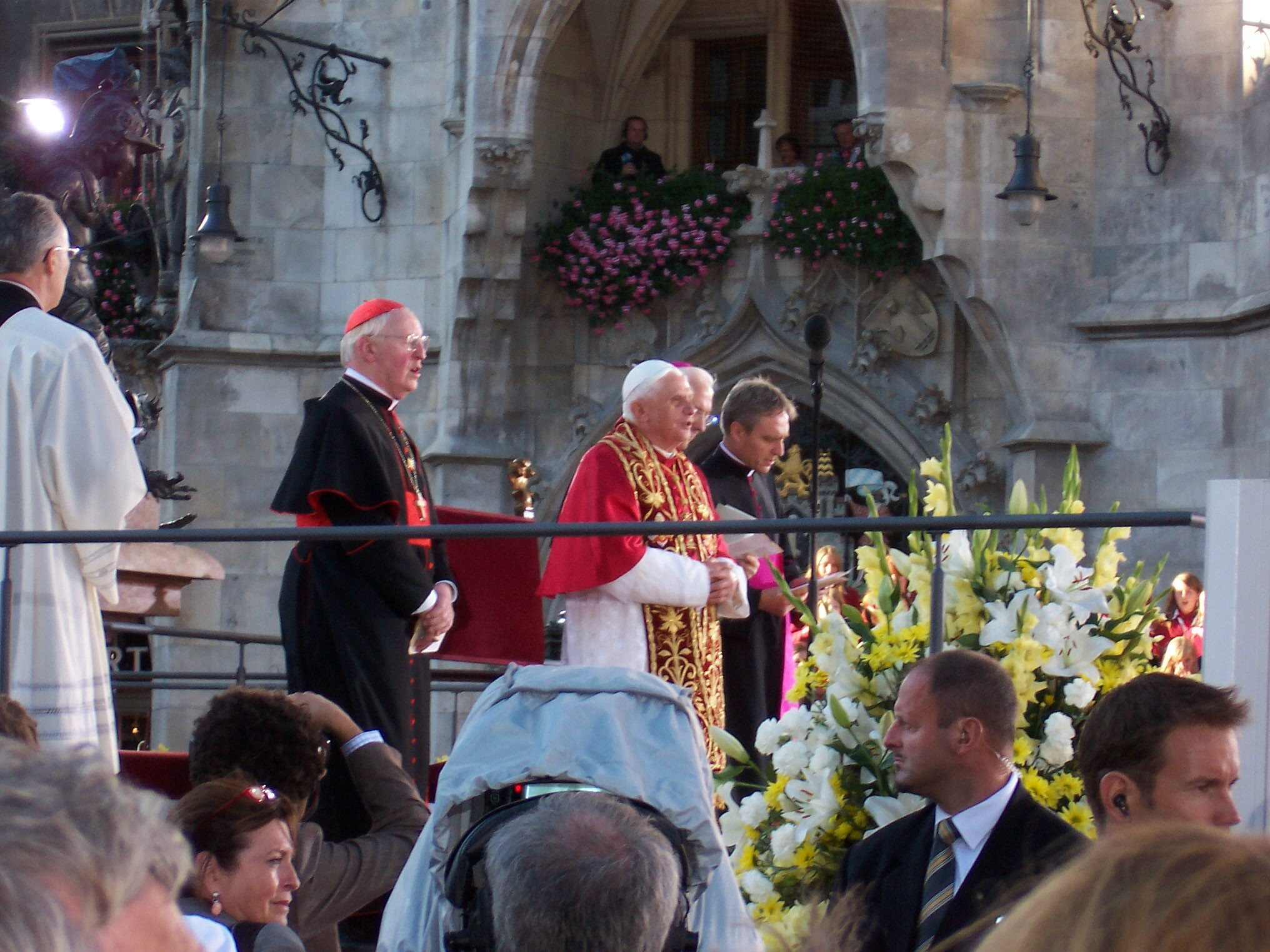
Папа Бенедикт XVI поёт гимн Баварии (вариант Лутца) на Мариенплац в Мюнхене, 9 сентября 2006 года

 В марте 1953 совет министров большой коалиции осуществил решение ландтага и предписал применение называемой «гимном» упомянутой песни. В противоположность другим региональным гимнам (Гимн Бадена, Гимн Нижней Саксонии, и так далее) гимн баварцев законодательно защищён от § 90а Уголовного кодекса Германии (Оскорбление государства и его символов).
Оригинальные рукописи гимна считались до недавних лет пропавшими. В 1995 архивариус Гильдии гражданских певцов (BSZ), Йоханнес Тиммерманн, обнаружил старейшие подлинники первых редакций гимна в архиве BSZ и затем оригинальные композиции Кунца для хора и симфонического оркестра в списанном с баланса имуществе гимназической библиотеки, которое было передано как раз Баварской государственной библиотеке. В 1996 году Гильдией гражданских певцов было осуществлено большое переложение гимна для хора и симфонического оркестра Гильдии. Оно было исполнено на осеннем концерте по случаю праздников, посвящённых 50-му конституционному юбилею сегодняшней республики Бавария. Самые старые варианты гимна были возрождены и сегодня, впервые за более чем 100 лет, они снова на слуху.

## Сегодняшний текст гимна
После заявления премьер-министра Баварии Франца Йозефа Штрауса 18 июля 1980 года:
| Оригинальный |
| --- |
| 1. Gott mit dir, du Land der Bayern, deutsche Erde, Vaterland! Über deinen weiten Gauen ruhe Seine Segenshand! \|: Er behüte deine Fluren, schirme deiner Städte Bau Und erhalte dir die Farben Seines Himmels, weiß und blau! :\| 2. Gott mit dir, dem Bayernvolke, dass wir, uns’rer Väter wert, fest in Eintracht und in Frieden bauen uns’res Glückes Herd! \|: Dass mit Deutschlands Bruderstämmen einig uns ein jeder schau und den alten Ruhm bewähre unser Banner, weiß und blau! :\| |

Иногда, слова «белый» и «синий» пишутся с заглавной буквы, что превращает их в имена существительные.